# Whitney Biennial

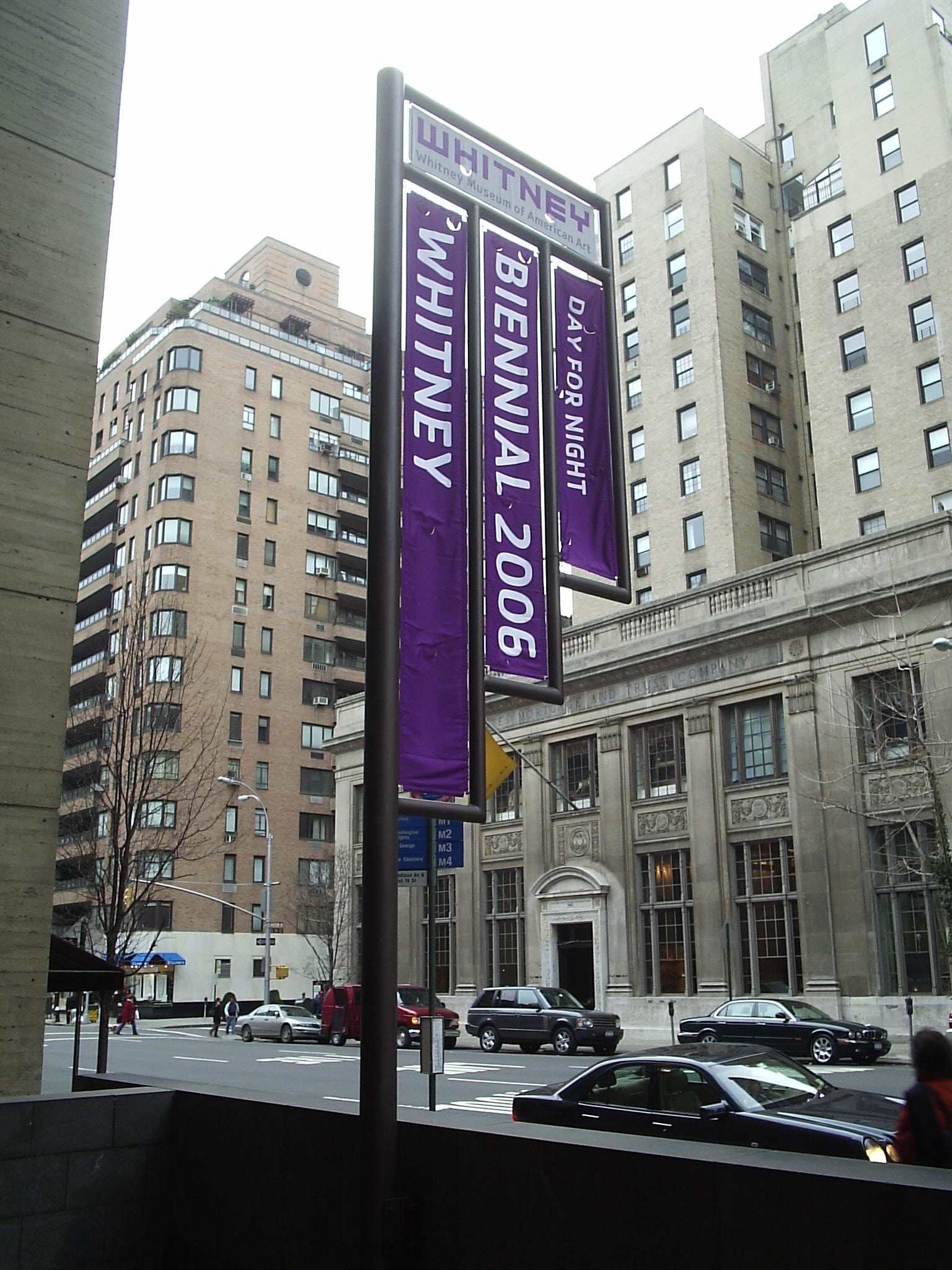
Transparent pro přehlídku v roce 2006

Whitney Biennial je přehlídka současného amerického umění. Koná se v muzeu Whitney Museum of American Art v New Yorku. Historie výstavy sahá do roku 1932, odkdy se v tomto muzeu konala každoroční výstava současného umění. Samotné bienále (tj. koná se každý druhý rok) se koná od roku 1973. Až do roku 1997 se přehlídka konala každý lichý rok. V roce 1999 však neproběhla. V letech 2000 až 2014 se tak konala každý sudý rok. Další ročník proběhl v roce 2017. Důvodem, proč se výstava nekonala roku 2016, bylo, že se muzeum přesunulo do nové budovy a kurátoři se rozhodli ponechat si více času na seznámení s ní. Jsou zde vystavována převážně díla mladých či méně známých umělců. V různých letech zde svá díla vystavovali například William Wegman (1977), Tony Conrad (2006), Tauba Auerbach (2010), Vincent Gallo (2012).